# 実相寺 (香取市)
実相寺（じっそうじ）は、千葉県香取市苅毛にある日蓮宗の寺院。山号は仏性山。旧本山は広島市東区の國前寺。常葉壇林跡は香取市史跡。香取市文化財で常葉壇林唯一の遺構山門は広島藩浅野光晟の寄進という。

## 歴史
創建年代は未詳であるが、明応3年（1494年）に真言宗から日蓮宗に改宗して、江戸時代には日蓮宗不受不施派に属していた。延宝2年（1674年）に日賢上人により開設された常葉談林（ときわだんりん）は、寛文法難まで日蓮宗不受不施派の学問所として栄えた。山門は日蓮宗國前寺末寺である実相寺に常葉談林が開かれた際に、芸州（広島藩）浅野家から寄進されたものと考えられている。当時、浅野家二代藩主光晟の正室である満姫（自昌院）は不受不施派の信者で、日蓮宗國前寺を当家の菩提寺としており、香取郡とも関係が深い不受不施派の僧日講上人の庇護者でもあった。
一時は隆盛を極め、多数の宿坊が並んでいたが、江戸中期の火災によって堂宇は消失し、山門だけが火災を免れて、現在も残されている。常葉談林は、1982年（昭和57年）3月16日に香取市（旧栗源町）指定記念物史跡に指定された。

## 実相寺山門

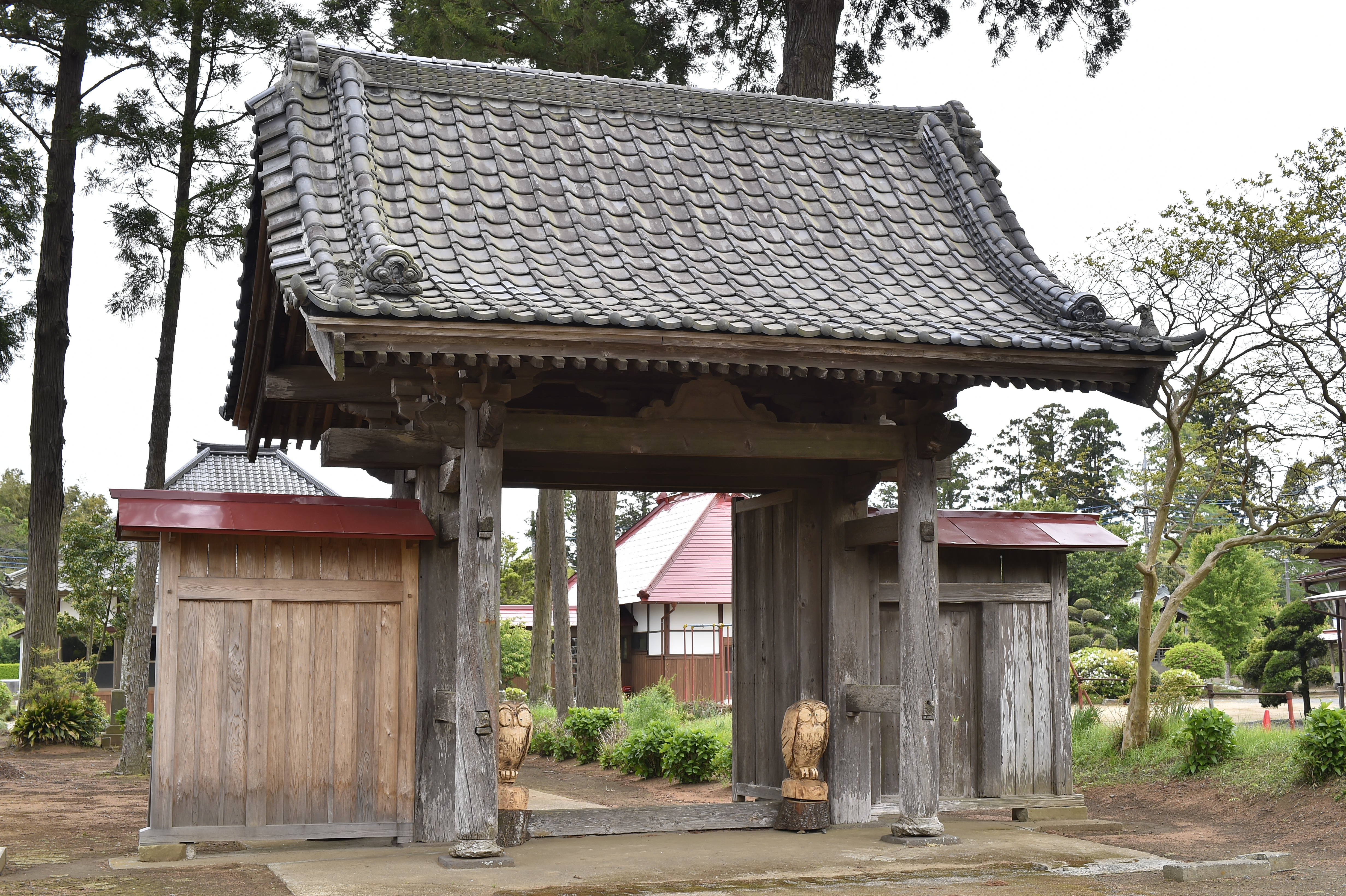
実相寺山門

香取市指定有形建造物（1978年（昭和53年）5月13日指定）。切妻造、四脚門、浅瓦葺（元は茅葺）で、本柱は方柱、前後に配置された4本の控柱は円柱となっている。棟札などはないが、その様式から常葉談林が開設された頃の建築と考えられている。

## 参考資料
- 広報かとり 平成24年（2012年）4月15日号
- 日蓮宗寺院大鑑編集委員会『宗祖第七百遠忌記念出版 日蓮宗寺院大鑑』大本山池上本門寺 (1981年)